# Minimumprijs
Een minimumprijs is de laagste toegelaten prijs voor een goed of dienst en ligt meestal boven de marktprijs. Deze wordt opgelegd door de overheid. De minimumprijs is het tegengestelde van de maximumprijs.
Minimumprijzen worden ingesteld om producenten een adequaat inkomen te verschaffen wanneer de marktprijs hier niet in slaagt. Een voorbeeld is de (sinds juli 1993 niet meer bestaande) minimumprijs voor brood die tot doel had zelfstandige bakkers te beschermen tegen de concurrentie van supermarkten. Verpakt gesneden brood van 800 gram mocht niet voor minder dan 1,77 gulden worden verkocht.
Minimumprijzen die boven de marktprijs liggen, leiden tot aanbodoverschotten die door de overheid worden opgekocht. Het nadeel van een minimumprijs is dat door het produceren van overschotten waardevolle productiefactoren zoals kapitaal en arbeid verloren gaan, omdat de opgekochte overschotten vaak worden vernietigd. Een ander nadeel is dat grote bedrijven die niet noodzakelijkerwijs overheidssteun nodig hebben, meeprofiteren van het opkoopbeleid van de overheid. Maatregelen om productieoverschotten te voorkomen kunnen bestaan uit het opleggen van productiebeperkingen, het geven van subsidies aan bedrijven die uit de markt stappen en het opleggen van superheffingen.